# Торговля акциями на бирже
Торговля акциями на бирже — процесс перехода прав собственности на акции и другие ценные бумаги на организованных торговых площадках (биржах). Первичное размещение эмиссии акций позволяет получить средства для деятельности предприятия. Вторичный оборот лишь изменяет собственников акций, но не приносит прямого дохода предприятию. Однако биржевая котировка акций позволяет определить истинную цену предприятия.
Помимо первичной эмиссии, предприятия могут выпускать дополнительные эмиссии акций в соответствии с решением общего собрания акционеров. Обычно это происходит в результате потребности укрупнения предприятия, захвата новых рынков сбыта и т. д.
Большую популярность в последнее время получил способ торговли акциями на бирже через Интернет, так называемый интернет-трейдинг. В этом случае процедура покупки и продажи акций сильно упрощается. Требуется определенное программное обеспечение, обычно предоставляемое брокером или непосредственно биржей.
С переходом на электронные носители не только увеличилась скорость. Начали активно развиваться методы внутридневной торговли, появились механические торговые системы, ориентированные на краткосрочные торговые операции, которые могут проводиться в автоматическим режиме в огромных количествах с высокой частотой.

## Биржевые термины
- High — самая высокая цена за оговоренный период
- Low — самая низкая цена за оговоренный период
- ADR (American Depository Receipt) — сертификат на акции иностранной компании, хранящихся в американском банке.
- AON (all or none) — «все или ничего», дополнительное условие для Limit-ордеров. Этим условием указывают согласие только на полное исполнение своего заказа (без частичного закрытия).
- Average price — средняя цена одной акции в открытой позиции.
- Averaging down  (усреднение) — добавление к убыточной позиции некоторого количества того же самого актива по более выгодной цене с целью улучшить среднюю цену.
- Ask (ask price) — предложение о продаже определённой акции по указанной цене, то есть это та цена, по которой любой желающий сможет купить актив.
- Bear (медведь) — трейдер, ожидающий понижения цен на торгуемые им активы.
- Bear Market — рынок, на котором существует тенденция падения цен.
- Beta — бэта, показатель относительной волатильности цены акции по отношению к другим активам на рынке, является мерой рыночного риска.
- Bid (bid price) — предложение о покупке определенного актива по указанной цене, то есть это та цена, по которой любой желающий может продать актив.

### Устаревшие биржевые термины
Биржевые термины, использовавшиеся в Российской империи до Октябрьской революции:
- фр. A la baisse — «на понижение»[3]
- фр. A la hausse — «на повышение»[4]
- Ultimo — день ликвидации биржевых сделок[5]